# Pluisje
Pluisje (Engels: Fluffy) is een driekoppige hond uit de Harry Potter-boeken van de schrijver J.K. Rowling.
In de Harry Potter-boeken komt Pluisje alleen voor in Harry Potter en de Steen der Wijzen, waar hij het luik bewaakt dat naar de Steen der Wijzen leidt. Hagrid is de eigenaar van Pluisje.
Harry, Ron en Hermelien ontdekken Pluisje wanneer ze 's nachts vluchten voor Argus Vilder.
Het zwakke punt van Pluisje is muziek. Dit gebruikt Quirinus Krinkel om hem in slaap te spelen.
Als Harry ziet dat Professor Sneep is gebeten door Pluisje, denkt hij dat Sneep de Steen der Wijzen probeert te stelen, maar in werkelijkheid probeert hij Krinkel juist tegen te houden om de steen te stelen. Na afloop van de gebeurtenissen in het eerste boek, werd Pluisje vrijgelaten in het Verboden Bos. Dit werd bevestigd door JK Rowling tijdens een interview.

## Mythologie
Rowling heeft Pluisje gebaseerd op Kerberos, de driekoppige hond uit de Griekse mythologie. Kerberos (in het Latijn Cerberus) was de bewaker van de Onderwereld.